# 2015–2016-os síugró-világkupa
A Síugró-világkupa 2015–2016-os szezonja a 37. világkupa szezon a síugrás történetében. 2015. november 21-én vette kezdetét Klingenthalban, Németországban és 2016. március 20-án ért véget a szlovén Planicán.

## Férfiak versenye
| 871                                                                 | 1                                                                   | 2015 november 22.                                                   | Klingenthal                                                                 | Vogtland Arena HS140                                                        | Daniel-André Tande                                                          | Peter Prevc                                                                 | Severin Freund                                           | Daniel-André Tande                                       |  |  |
|                                                                     |                                                                     | 2015. november 27.                                                  | Ruka                                                                        | Rukatunturi HS142 (esti)                                                    | Az erős szél miatt a következő napra halasztották.                          | Az erős szél miatt a következő napra halasztották.                          | Az erős szél miatt a következő napra halasztották.       | Az erős szél miatt a következő napra halasztották.       |  |  |
| 2015. november 28.                                                  | Ruka                                                                | Rukatunturi HS142 (esti)                                            | Törölték                                                                    | Törölték                                                                    | Törölték                                                                    | Törölték                                                                    |                                                          |                                                          |  |  |
| 2015. november 28.                                                  | Ruka                                                                | Rukatunturi HS142 (esti)                                            | Az erős szél miatt végül elhalasztották a Lahtiban megrendezendő versenyre. | Az erős szél miatt végül elhalasztották a Lahtiban megrendezendő versenyre. | Az erős szél miatt végül elhalasztották a Lahtiban megrendezendő versenyre. | Az erős szél miatt végül elhalasztották a Lahtiban megrendezendő versenyre. |                                                          |                                                          |  |  |
| 872                                                                 | 2                                                                   | 2015. december 5.                                                   | Lillehammer                                                                 | Lysgårdsbakken HS100 (esti)                                                 | Severin Freund                                                              | Kenneth Gangnes                                                             | Andreas Stjernen                                         | Severin Freund                                           |  |  |
| 873                                                                 | 3                                                                   | 2015. december 6.                                                   | Lillehammer                                                                 | Lysgårdsbakken HS100                                                        | Kenneth Gangnes                                                             | Peter Prevc                                                                 | Johann André Forfang                                     | Severin Freund                                           |  |  |
| 874                                                                 | 4                                                                   | 2015. december 12.                                                  | Nyizsnyij Tagil                                                             | Tramplin Stork HS134 (esti)                                                 | Severin Freund                                                              | Peter Prevc                                                                 | Joachim Hauer                                            | Severin Freund                                           |  |  |
| 875                                                                 | 5                                                                   | 2015. december 13.                                                  | Nyizsnyij Tagil                                                             | Tramplin Stork HS134 (esti)                                                 | Peter Prevc                                                                 | Michael Hayböck                                                             | Johann André Forfang                                     | Peter Prevc                                              |  |  |
| 876                                                                 | 6                                                                   | 2015. december 19.                                                  | Engelberg                                                                   | Gross-Titlis-Schanze HS137                                                  | Peter Prevc                                                                 | Domen Prevc                                                                 | Kaszai Noriaki                                           | Peter Prevc                                              |  |  |
| 877                                                                 | 7                                                                   | 22015. december 20.                                                 | Engelberg                                                                   | Gross-Titlis-Schanze HS137                                                  | Peter Prevc                                                                 | Michael Hayböck                                                             | Kenneth Gangnes                                          | Peter Prevc                                              |  |  |
|                                                                     |                                                                     |                                                                     |                                                                             |                                                                             |                                                                             |                                                                             |                                                          |                                                          |  |  |
| 878                                                                 | 8                                                                   | 2015. december 29.                                                  | Oberstdorf                                                                  | Schattenbergschanze HS137 (esti)                                            | Severin Freund                                                              | Michael Hayböck                                                             | Peter Prevc                                              | Peter Prevc                                              |  |  |
| 879                                                                 | 9                                                                   | 2016. január 1.                                                     | Garmisch-Partenkirchen                                                      | Große Olympiaschanze HS140                                                  | Peter Prevc                                                                 | Kenneth Gangnes                                                             | Severin Freund                                           | Peter Prevc                                              |  |  |
| 880                                                                 | 10                                                                  | 2016. január 3.                                                     | Innsbruck                                                                   | Bergiselschanze HS130                                                       | Peter Prevc                                                                 | Severin Freund                                                              | Kenneth Gangnes                                          | Peter Prevc                                              |  |  |
| 881                                                                 | 11                                                                  | 2016. január 6.                                                     | Bischofshofen                                                               | Paul-Ausserleitner-Schanze HS140 (esti)                                     | Peter Prevc                                                                 | Severin Freund                                                              | Michael Hayböck                                          | Peter Prevc                                              |  |  |
| 2015–2016-os négysáncverseny (2015. december 29. – 2016. január 6.) | 2015–2016-os négysáncverseny (2015. december 29. – 2016. január 6.) | 2015–2016-os négysáncverseny (2015. december 29. – 2016. január 6.) | 2015–2016-os négysáncverseny (2015. december 29. – 2016. január 6.)         | 2015–2016-os négysáncverseny (2015. december 29. – 2016. január 6.)         | Peter Prevc                                                                 | Severin Freund                                                              | Michael Hayböck                                          |                                                          |  |  |
|                                                                     |                                                                     |                                                                     |                                                                             |                                                                             |                                                                             |                                                                             |                                                          |                                                          |  |  |
| 882                                                                 | 12                                                                  | 2016. január 10.                                                    | Willingen                                                                   | Mühlenkopfschanze HS145                                                     | Peter Prevc                                                                 | Kenneth Gangnes                                                             | Severin Freund                                           | Peter Prevc                                              |  |  |
| 2016-os sírepülő-világbajnokság                                     |                                                                     |                                                                     |                                                                             |                                                                             |                                                                             |                                                                             |                                                          |                                                          |  |  |
| 883                                                                 | 13                                                                  | 2016. január 24.                                                    | Zakopane                                                                    | Wielka Krokiew HS134                                                        | Stefan Kraft                                                                | Michael Hayböck                                                             | Peter Prevc                                              | Peter Prevc                                              |  |  |
| 884                                                                 | 14                                                                  | 2016. január 30.                                                    | Szapporo                                                                    | Ōkurayama HS134 (esti)                                                      | Peter Prevc                                                                 | Domen Prevc                                                                 | Robert Kranjec                                           | Peter Prevc                                              |  |  |
| 885                                                                 | 15                                                                  | 2016. január 31.                                                    | Szapporo                                                                    | Ōkurayama HS134                                                             | Anders Fannemel                                                             | Johann André Forfang                                                        | Kaszai Noriaki                                           | Peter Prevc                                              |  |  |
|                                                                     |                                                                     | 2016. február 7.                                                    | Oslo                                                                        | Holmenkollbakken HS134                                                      | Az erős szél és sűrű köd miatt Vikersundra halasztották.                    | Az erős szél és sűrű köd miatt Vikersundra halasztották.                    | Az erős szél és sűrű köd miatt Vikersundra halasztották. | Az erős szél és sűrű köd miatt Vikersundra halasztották. |  |  |
| 886                                                                 | 16                                                                  | 2016. február 10.                                                   | Trondheim                                                                   | Granåsen HS140 (esti)                                                       | Peter Prevc                                                                 | Stefan Kraft                                                                | Kaszai Noriaki                                           | Peter Prevc                                              |  |  |
| 887                                                                 | 17                                                                  | 2016. február 12.                                                   | Vikersund                                                                   | Vikersundbakken HS225 (esti)                                                | Robert Kranjec                                                              | Kenneth Gangnes                                                             | Kaszai Noriaki                                           | Peter Prevc                                              |  |  |
| 888                                                                 | 18                                                                  | 2016. február 13.                                                   | Vikersund                                                                   | Vikersundbakken HS225 (esti)                                                | Peter Prevc                                                                 | Johann André Forfang                                                        | Robert Kranjec                                           | Peter Prevc                                              |  |  |
| 889                                                                 | 19                                                                  | 2016. február 14.                                                   | Vikersund                                                                   | Vikersundbakken HS225                                                       | Peter Prevc                                                                 | Stefan Kraft                                                                | Andreas Stjernen                                         | Peter Prevc                                              |  |  |
| 890                                                                 | 20                                                                  | 2016. február 19.                                                   | Lahti                                                                       | Salpausselkä HS130 (esti)                                                   | Michael Hayböck                                                             | Daniel-André Tande                                                          | Severin Freund                                           | Peter Prevc                                              |  |  |
| 891                                                                 | 21                                                                  | 2016. február 21.                                                   | Lahti                                                                       | Salpausselkä HS100                                                          | Michael Hayböck                                                             | Karl Geiger                                                                 | Takeucsi Taku                                            | Peter Prevc                                              |  |  |
| 892                                                                 | 22                                                                  | 2016. február 23.                                                   | Kuopio                                                                      | Puijo HS127 (esti)                                                          | Michael Hayböck                                                             | Daniel-André Tande                                                          | Stefan Kraft                                             | Peter Prevc                                              |  |  |
| 893                                                                 | 23                                                                  | 2016. február 27.                                                   | Almati                                                                      | Sunkar HS140 (esti)                                                         | Peter Prevc                                                                 | Michael Hayböck                                                             | Severin Freund                                           | Peter Prevc                                              |  |  |
| 894                                                                 | 24                                                                  | 2016. február 28.                                                   | Almati                                                                      | Sunkar HS140 (esti)                                                         | Peter Prevc                                                                 | Severin Freund                                                              | Daniel-André Tande                                       | Peter Prevc                                              |  |  |
| 895                                                                 | 25                                                                  | 2016. március 4.                                                    | Wisła                                                                       | Malinka HS134 (esti)                                                        | Roman Koudelka                                                              | Kenneth Gangnes                                                             | Kaszai Noriaki                                           | Peter Prevc                                              |  |  |
|                                                                     |                                                                     | 2016. március 5.                                                    | Wisła                                                                       | Malinka HS134                                                               | Az erős szél miatt törölték.                                                | Az erős szél miatt törölték.                                                | Az erős szél miatt törölték.                             | Az erős szél miatt törölték.                             |  |  |
| 896                                                                 | 26                                                                  | 2016. március 12.                                                   | Titisee-Neustadt                                                            | Hochfirstschanze HS142                                                      | Johann André Forfang                                                        | Peter Prevc                                                                 | Kenneth Gangnes                                          | Peter Prevc                                              |  |  |
|                                                                     |                                                                     | 2016. március 13.                                                   | Titisee-Neustadt                                                            | Hochfirstschanze HS142                                                      | Az erős szél miatt Planicára halasztották.                                  | Az erős szél miatt Planicára halasztották.                                  | Az erős szél miatt Planicára halasztották.               | Az erős szél miatt Planicára halasztották.               |  |  |
| 897                                                                 | 27                                                                  | 2016. március 17.                                                   | Planica                                                                     | Letalnica bratov Gorišek HS225                                              | Peter Prevc                                                                 | Johann André Forfang                                                        | Robert Kranjec                                           | Peter Prevc                                              |  |  |
| 898                                                                 | 28                                                                  | 2016. március 18.                                                   | Planica                                                                     | Letalnica bratov Gorišek HS225                                              | Robert Kranjec                                                              | Peter Prevc                                                                 | Johann André Forfang                                     | Peter Prevc                                              |  |  |
| 899                                                                 | 29                                                                  | 2016. március 20.                                                   | Planica                                                                     | Letalnica bratov Gorišek HS225                                              | Peter Prevc                                                                 | Robert Kranjec                                                              | Johann André Forfang                                     | Peter Prevc                                              |  |  |

## Férfiak csapatversenye
| Összes | Szezon | Dátum              | Helyszín    | Sánc                           | Győztes                                                                                  | Második                                                                                   | Harmadik                                                                           | Összetettben vezető                       |
| ------ | ------ | ------------------ | ----------- | ------------------------------ | ---------------------------------------------------------------------------------------- | ----------------------------------------------------------------------------------------- | ---------------------------------------------------------------------------------- | ----------------------------------------- |
| 76     | 1      | 2015. november 21. | Klingenthal | Vogtland Arena HS140 (esti)    | Németország · Andreas Wellinger · Andreas Wank · Richard Freitag · Severin Freund        | Szlovénia · Domen Prevc · Jurij Tepeš · Anže Lanišek · Peter Prevc                        | Ausztria · Michael Hayböck · Gregor Schlierenzauer · Manuel Fettner · Stefan Kraft | Németország                               |
| 77     | 2      | 2016. január 9.    | Willingen   | Mühlenkopfschanze HS145 (esti) | Németország · Andreas Wank · Andreas Wellinger · Richard Freitag · Severin Freund        | Norvégia · Andreas Stjernen · Daniel-André Tande · Kenneth Gangnes · Johann André Forfang | Ausztria · Stefan Kraft · Manuel Poppinger · Manuel Fettner · Michael Hayböck      | Németország                               |
| 78     | 3      | 2016. január 23.   | Zakopane    | Wielka Krokiew HS134 (esti)    | Norvégia · Anders Fannemel · Andreas Stjernen · Daniel-André Tande · Kenneth Gangnes     | Ausztria · Stefan Kraft · Manuel Poppinger · Manuel Fettner · Michael Hayböck             | Lengyelország · Andrzej Stękała · Maciej Kot · Stefan Hula, Jr. · Kamil Stoch      | Norvégia                                  |
| 79     | 4      | 2016. február 6.   | Oslo        | Holmenkollbakken HS134 (esti)  | Szlovénia · Jurij Tepeš · Domen Prevc · Robert Kranjec · Peter Prevc                     | Norvégia · Daniel-André Tande · Anders Fannemel · Johann André Forfang · Kenneth Gangnes  | Japán · Takeucsi Taku · Szakujama Kento · Itó Daiki · Kaszai Noriaki               | Norvégia                                  |
|        |        | 2016. február 20.  | Lahti       | Salpausselk HS130 (esti)       | Az erős szél miatt Kuopióra halasztották.                                                | Az erős szél miatt Kuopióra halasztották.                                                 | Az erős szél miatt Kuopióra halasztották.                                          | Az erős szél miatt Kuopióra halasztották. |
| 80     | 5      | 2016. február 22.  | Kuopio      | Puijo HS 127 (esti)            | Norvégia · Kenneth Gangnes · Daniel-André Tande · Anders Fannemel · Johann André Forfang | Németország · Andreas Wank · Richard Freitag · Andreas Wellinger · Severin Freund         | Japán · Takeucsi Taku · Szakujama Kento · Itó Daiki · Kaszai Noriaki               | Norvégia                                  |
| 81     | 6      | 2016. március 19.  | Planica     | Letalnica bratov Gorišek HS225 | Norvégia · Kenneth Gangnes · Daniel-André Tande · Anders Fannemel · Johann André Forfang | Szlovénia · Jurij Tepeš · Anže Semenič · Robert Kranjec · Peter Prevc                     | Ausztria · Stefan Kraft · Manuel Poppinger · Manuel Fettner · Michael Hayböck      | Norvégia                                  |

## Nők versenye
| Összes           | Szezon | Dátum                             | Helyszín        | Sánc                              | Győztes                                      | Második                                      | Harmadik                                     | Összetettben vezető                          |
| ---------------- | ------ | --------------------------------- | --------------- | --------------------------------- | -------------------------------------------- | -------------------------------------------- | -------------------------------------------- | -------------------------------------------- |
| 61               | 1      | 2015. december 4.                 | Lillehammer     | Lysgårdsbakken HS100 (esti)       | Takanasi Szara                               | Maja Vtič                                    | Maren Lundby                                 | Takanasi Szara                               |
| 62               | 2      | 2015. december 12.                | Nyizsnyij Tagil | Tramplin Stork HS97               | Daniela Iraschko-Stolz                       | Takanasi Szara                               | Eva Pinkelnig                                | Takanasi Szara                               |
| 63               | 3      | 2015. december 13.                | Nyizsnyij Tagil | Tramplin Stork HS97               | Takanasi Szara                               | Itó Júki                                     | Chiara Hölzl                                 | Takanasi Szara                               |
| 64               | 4      | 2016. január 16.                  | Szapporo        | Miyanomori HS100                  | Takanasi Szara                               | Ema Klinec                                   | Daniela Iraschko-Stolz                       | Takanasi Szara                               |
| 65               | 5      | 2016. január 17.                  | Szapporo        | Miyanomori HS100                  | Takanasi Szara                               | Daniela Iraschko-Stolz                       | Jacqueline Seifriedsberger                   | Takanasi Szara                               |
| 66               | 6      | 2016. január 22.                  | Zaō             | Yamagata HS106 (esti)             | Takanasi Szara                               | Daniela Iraschko-Stolz                       | Maja Vtič                                    | Takanasi Szara                               |
| 67               | 7      | 2016. január 23.                  | Zaō             | Yamagata HS106 (esti)             | Takanasi Szara                               | Maja Vtič                                    | Ema Klinec                                   | Takanasi Szara                               |
| 68               | 8      | 2016. január 30.                  | Oberstdorf      | Schattenbergschanze HS106         | Takanasi Szara                               | Daniela Iraschko-Stolz                       | Ema Klinec                                   | Takanasi Szara                               |
| 69               | 9      | 2016. január 31.                  | Oberstdorf      | Schattenbergschanze HS106         | Takanasi Szara                               | Daniela Iraschko-Stolz                       | Maren Lundby                                 | Takanasi Szara                               |
| 70               | 10     | 2016. február 4.                  | Oslo            | Holmenkollbakken HS134 (esti)     | Takanasi Szara                               | Maren Lundby                                 | Irina Avvakumova                             | Takanasi Szara                               |
| 71               | 11     | 2016. február 6.                  | Hinzenbach      | Aigner-Schanze HS94               | Takanasi Szara                               | Daniela Iraschko-Stolz                       | Maren Lundby                                 | Takanasi Szara                               |
| 72               | 12     | 2016. február 7.                  | Hinzenbach      | Aigner-Schanze HS94               | Takanasi Szara                               | Daniela Iraschko-Stolz                       | Jacqueline Seifriedsberger                   | Takanasi Szara                               |
| 73               | 13     | 2016. február 13.                 | Ljubno          | Savina Ski Jumping Center HS95    | Maja Vtič                                    | Takanasi Szara                               | Špela Rogelj                                 | Takanasi Szara                               |
| 74               | 14     | 2016. február 14.                 | Ljubno          | Savina Ski Jumping Center HS95    | Daniela Iraschko-Stolz                       | Maja Vtič                                    | Chiara Hölzl                                 | Takanasi Szara                               |
| 75               | 15     | 2016. február 19.                 | Lahti           | Salpausselkä HS100                | Takanasi Szara                               | Maja Vtič                                    | Itó Júki                                     | Takanasi Szara                               |
| 76               | 16     | 2016. február 27.                 | Almati          | Sunkar HS106                      | Takanasi Szara                               | Daniela Iraschko-Stolz                       | Jacqueline Seifriedsberger                   | Takanasi Szara                               |
| 77               | 17     | 2016. február 28.                 | Almati          | Sunkar HS106                      | Takanasi Szara                               | Daniela Iraschko-Stolz                       | Maja Vtič                                    | Takanasi Szara                               |
|                  |        | 2016. március 5.                  | Râșnov          | Trambulina Valea Cărbunării HS100 | A meleg időjárás és kevés hó miatt elmaradt. | A meleg időjárás és kevés hó miatt elmaradt. | A meleg időjárás és kevés hó miatt elmaradt. | A meleg időjárás és kevés hó miatt elmaradt. |
| 2016. március 5. | Râșnov | Trambulina Valea Cărbunării HS100 |                 |                                   | A meleg időjárás és kevés hó miatt elmaradt. | A meleg időjárás és kevés hó miatt elmaradt. | A meleg időjárás és kevés hó miatt elmaradt. | A meleg időjárás és kevés hó miatt elmaradt. |

## Végeredmény

### Férfiak
| Helyezés | 29 verseny után      | Pontok |
| -------- | -------------------- | ------ |
| 1        | Peter Prevc          | 2303   |
| 2        | Severin Freund       | 1490   |
| 3        | Kenneth Gangnes      | 1348   |
| 4        | Michael Hayböck      | 1301   |
| 5        | Johann André Forfang | 1240   |
| 6        | Stefan Kraft         | 1006   |
| 7        | Daniel-André Tande   | 985    |
| 8        | Kaszai Noriaki       | 909    |
| 9        | Richard Freitag      | 680    |
| 10       | Anders Fannemel      | 670    |

| Helyezés | 35 verseny után | Pontok |
| -------- | --------------- | ------ |
| 1        | Norvégia        | 7202   |
| 2        | Szlovénia       | 5760   |
| 3        | Németország     | 5409   |
| 4        | Ausztria        | 4652   |
| 5        | Japán           | 3088   |
| 6        | Lengyelország   | 2154   |
| 7        | Csehország      | 1881   |
| 8        | Svájc           | 793    |
| 9        | Finnország      | 256    |
| 10       | Franciaország   | 228    |

| Helyezés | 35 verseny után      | Díjazás (CHF) |
| -------- | -------------------- | ------------- |
| 1        | Peter Prevc          | 248,800       |
| 2        | Severin Freund       | 169,500       |
| 3        | Kenneth Gangnes      | 168,300       |
| 4        | Johann André Forfang | 150,000       |
| 5        | Michael Hayböck      | 149,100       |
| 6        | Daniel-André Tande   | 132,000       |
| 7        | Stefan Kraft         | 119,400       |
| 8        | Kaszai Noriaki       | 99,900        |
| 9        | Anders Fannemel      | 94,950        |
| 10       | Richard Freitag      | 88,350        |

| Helyezés | 4 verseny után       | Pontok |
| -------- | -------------------- | ------ |
| 1        | Peter Prevc          | 1139.4 |
| 2        | Severin Freund       | 1112.9 |
| 3        | Michael Hayböck      | 1081.6 |
| 4        | Kenneth Gangnes      | 1073.5 |
| 5        | Stefan Kraft         | 1036.2 |
| 6        | Johann André Forfang | 1035.5 |
| 7        | Kaszai Noriaki       | 1013.2 |
| 8        | Anders Fannemel      | 1010.1 |
| 9        | Richard Freitag      | 1001.4 |
| 10       | Andreas Wank         | 974.4  |

| Helyezés | 6 verseny után       | Pontok |
| -------- | -------------------- | ------ |
| 1        | Peter Prevc          | 530    |
| 2        | Robert Kranjec       | 400    |
| 3        | Johann André Forfang | 348    |
| 4        | Kenneth Gangnes      | 305    |
| 5        | Kaszai Noriaki       | 248    |
| 6        | Severin Freund       | 247    |
| 7        | Stefan Kraft         | 239    |
| 8        | Michael Hayböck      | 227    |
| 9        | Daniel-André Tande   | 179    |
| 10       | Andreas Stjernen     | 177    |

### Nők
| Helyezés | 17 verseny után            | Pontok |
| -------- | -------------------------- | ------ |
| 1        | Takanasi Szara             | 1610   |
| 2        | Daniela Iraschko-Stolz     | 1139   |
| 3        | Maja Vtič                  | 908    |
| 4        | Jacqueline Seifriedsberger | 695    |
| 5        | Chiara Hölzl               | 632    |
| 6        | Maren Lundby               | 586    |
| 7        | Irina Avvakumova           | 572    |
| 8        | Itó Júki                   | 505    |
| 9        | Ema Klinec                 | 426    |
| 10       | Špela Rogelj               | 415    |

| Helyezés | 17 verseny után  | Pontok |
| -------- | ---------------- | ------ |
| 1        | Ausztria         | 2886   |
| 2        | Japán            | 2565   |
| 3        | Szlovénia        | 2290   |
| 4        | Németország      | 1358   |
| 5        | Oroszország      | 787    |
| 6        | Norvégia         | 707    |
| 7        | Egyesült Államok | 445    |
| 8        | Olaszország      | 382    |
| 9        | Franciaország    | 298    |
| 10       | Kanada           | 229    |

| Helyezés | 17 verseny után            | Díjazás (CHF) |
| -------- | -------------------------- | ------------- |
| 1        | Takanasi Szara             | 48,300        |
| 2        | Daniela Iraschko-Stolz     | 34,095        |
| 3        | Maja Vtič                  | 26,970        |
| 4        | Jacqueline Seifriedsberger | 20,850        |
| 5        | Chiara Hölzl               | 18,960        |
| 6        | Maren Lundby               | 17,550        |
| 7        | Irina Avvakumova           | 16,875        |
| 8        | Itó Júki                   | 14,930        |
| 9        | Ema Klinec                 | 12,465        |
| 10       | Špela Rogelj               | 12,255        |

## Kvalifikáció
| No. | Helyszín               | Kvalifikáció       | Verseny            | Sáncméret | Győztes                              |
| --- | ---------------------- | ------------------ | ------------------ | --------- | ------------------------------------ |
| 1   | Klingenthal            | 2015. november 22. | 2015. november 22. | LH        | Johann André Forfang                 |
|     | Lillehammer            | törölve            | 2015. december 5.  | NH        | Az erős szél miatt törölve.          |
| 2   | Lillehammer            | 2015. december 6.  | 2015. december 6.  | NH        | Roman Koudelka                       |
| 3   | Nyizsnyij Tagil        | 2015. december 11. | 2015. december 12. | LH        | Anders Fannemel                      |
| 4   | Nyizsnyij Tagil        | 2015. december 13. | 2015. december 13. | LH        | Joachim Hauer                        |
| 5   | Engelberg              | 2015. december 18. | 2015. december 19. | LH        | Anže Lanišek                         |
| 6   | Engelberg              | 2015. december 20. | 2015. december 20. | LH        | Anders Fannemel                      |
| 7   | Oberstdorf             | 2015. december 28. | 2015. december 29. | LH        | Peter Prevc                          |
| 8   | Garmisch-Partenkirchen | 2015. december 31. | 2016. január 1.    | LH        | Peter Prevc                          |
| 9   | Innsbruck              | 2016. január 2.    | 2016. január 3.    | LH        | Michael Hayböck                      |
| 10  | Bischofshofen          | 2016. január 5.    | 2016. január 6.    | LH        | Kenneth Gangnes                      |
| 11  | Willingen              | 2016. január 8.    | 2016. január 10.   | LH        | Jurij Tepeš                          |
| 12  | Zakopane               | 2016. január 22.   | 2016. január 24.   | LH        | Kamil Stoch                          |
| 13  | Szapporo               | 2016. január 29.   | 2016. január 30.   | LH        | Takeucsi Taku Dawid Kubacki          |
| 14  | Szapporo               | 2016. január 31.   | 2016. január 31.   | LH        | Joachim Hauer                        |
| 15  | Oslo                   | 2016. február 5.   | törölve            | LH        | Stefan Hula                          |
| 16  | Trondheim              | 2016. február 9.   | 2016. február 10.  | LH        | Itó Daiki                            |
|     | Vikersund              | nem rendezték meg  | 2016. február 12.  | FH        | mindenki részt vett a versenyen      |
| 17  | Vikersund              | 2016. február 13.  | 2016. február 13.  | FH        | Takeucsi Taku                        |
| 18  | Vikersund              | 2016. február 14.  | 2016. február 14.  | FH        | Joachim Hauer                        |
| 19  | Lahti                  | 2016. február 19.  | 2016. február 19.  | LH        | Manuel Poppinger                     |
| 20  | Lahti                  | 2016. február 21.  | 2016. február 21.  | NH        | Dawid Kubacki                        |
| 21  | Kuopio                 | 2016. február 22.  | 2016. február 23.  | LH        | Kamil Stoch                          |
| 22  | Almati                 | 2016. február 26.  | 2016. február 27.  | LH        | Maciej Kot                           |
| 23  | Almati                 | 2016. február 28.  | 2016. február 28.  | LH        | Takeucsi Taku                        |
| 24  | Wisła                  | 2016. március 3.   | 2016. március 4.   | LH        | Roman Koudelka                       |
| 25  | Titisee-Neustadt       | 2016. március 11.  | 2016. március 12.  | LH        | Domen Prevc                          |
|     | Planica                | nem rendezték meg  | 2016. március 17.  | FH        | mindenki részt vett a versenyen      |
| 26  | Planica                | 2016. március 17.  | 2016. március 18.  | FH        | Maciej Kot                           |
|     | Planica                | nem rendezték meg  | 2016. március 20.  | FH        | csak a legjobb 30 indult a versenyen |

| No. | Helyszín        | Kvalifikáció       | Verseny            | Sáncméret | Győztes                              |
| --- | --------------- | ------------------ | ------------------ | --------- | ------------------------------------ |
| 1   | Lillehammer     | 2015. december 3.  | 2015. december 4.  | NH        | Julia Clair                          |
| 2   | Nyizsnyij Tagil | 2015. december 11. | 2015. december 12. | NH        | Julia Clair                          |
| 3   | Nyizsnyij Tagil | 2015. december 13. | 2015. december 13. | NH        | Julia Clair                          |
| 4   | Szapporo        | 2016. január 15.   | 2016. január 16.   | NH        | Urša Bogataj                         |
| 5   | Szapporo        | 2016. január 17.   | 17 January 2016    | NH        | Elena Runggaldier                    |
| 6   | Zaō             | 2016. január 21.   | 2016. január 22.   | NH        | Špela Rogelj                         |
| 7   | Zaō             | 2016. január 23.   | 2016. január 23.   | NH        | Ema Klinec                           |
| 8   | Oberstdorf      | 2016. január 29.   | 2016. január 30.   | NH        | Szetó Júka                           |
| 9   | Oberstdorf      | 2016. január 31.   | 2016. január 31.   | NH        | Julia Clair                          |
|     | Oslo            | nem rendezték meg  | 2016. február 4.   | LH        | csak a legjobb 30 indult a versenyen |
| 10  | Hinzenbach      | 2016. február 6.   | 2016. február 6.   | NH        | Špela Rogelj                         |
| 11  | Hinzenbach      | 2016. február 7.   | 2016. február 7.   | NH        | Špela Rogelj                         |
| 12  | Ljubno          | 2016. február 12.  | 2016. február 13.  | NH        | Špela Rogelj                         |
| 13  | Ljubno          | 2016. február 14.  | 2016. február 14.  | NH        | Nika Križnar                         |
|     | Lahti           | nem rendezték meg  | 2016. február 19.  | NH        | mindenki részt vett a versenyen      |
|     | Almati          | nem rendezték meg  | 2016. február 27.  | NH        | mindenki részt vett a versenyen      |
|     | Almati          | nem rendezték meg  | 2016. február 28.  | NH        | mindenki részt vett a versenyen      |

## Rekordok
Első világkupa győzelem
- Daniel-André Tande (21), a harmadik szezonjában – az 1. állomáson Klingenthalban
- Kenneth Gangnes (26), a hetedik szezonjában – a 3. állomáson Lillehammerben
- Maja Vtič (28), az ötödik szezonjában – a 13. állomáson Ljubnoban
- Johann André Forfang (20), a második szezonjában – a 26. állomáson Titisee-Neustadtban

Első világkupa dobogó
- Daniel-André Tande (21), a harmadik szezonjában – az 1. állomáson Klingenthalban
- Kenneth Gangnes (26), a hetedik szezonjában – a 2. állomáson Lillehammerben
- Eva Pinkelnig (27), a második szezonjában – a 26. állomáson Nyizsnyij Tagilban
- Joachim Hauer (24), a harmadik szezonjában – a 4. állomáson Nyizsnyij Tagilban
- Domen Prevc (16), az első szezonjában – a 6. állomáson Engelbergben
- Ema Klinec (17), a második szezonjában – a 4. állomáson Szapporóban
- Karl Geiger (23), a negyedik szezonjában – a 21. állomáson Lahtiban

Győzelmek száma a szezonban (összes győzelem)
- Peter Prevc – 15 (21)
- Takanasi Szara – 14 (44)
- Severin Freund – 3 (21)
- Michael Hayböck – 3 (4)
- Daniela Iraschko-Stolz – 2 (12)
- Robert Kranjec – 2 (7)
- Roman Koudelka – 1 (5)
- Stefan Kraft – 1 (4)
- Anders Fannemel – 1 (3)
- Daniel-André Tande – 1 (1)
- Kenneth Gangnes – 1 (1)
- Maja Vtič – 1 (1)
- Johann André Forfang – 1 (1)